# Oleh Chuzhda
Oleh Chuzhda (ukrainien : Олег Чужда), né le 8 mai 1985 à Canet d'en Berenguer, est un coureur cycliste ukrainien. C'est le fils de Oleh Petrovich Chuzhda également coureur cycliste.

## Biographie
En 2005, Oleh Chuzhda remporte une étape du Tour de Ségovie et prend la deuxième place au classement général. L'année suivante, il passe professionnel dans l'équipe espagnole Comunidad Valenciana. En 2008, il court pour l'équipe Contentpolis-Murcia. Il remporte cette même année le classement final du Tour de la communauté de Madrid.

## Palmarès et résultats

### Palmarès par année
- 2004
  - Trofeu Fira d'Agost
- 2005
  - Mémorial Luis Resua
  - 3e étape du Tour de Ségovie
  - 2e du Tour de Ségovie
- 2008
  - Classement général du Tour de la communauté de Madrid
- 2009
  - 8e étape du Tour du Portugal
- 2010
  - 1re étape du Tour du Portugal
- 2011
  - 2e du championnat d'Ukraine du contre-la-montre
- 2012
  - 2e du Tour de Tenerife
- 2013
  - 2e du Tour de Ségovie
  - 2e du Tour de Zamora
  - 3e du Trofeo Santiago en Cos
  - 3e du Trofeo San Juan y San Pedro

### Classements mondiaux
| Année           | 2007 | 2008 | 2009 | 2010 | 2011 | 2012 |
| --------------- | ---- | ---- | ---- | ---- | ---- | ---- |
| UCI Europe Tour | 967e | 150e | 365e | 317e | 742e | 947e |